# James
James er et drengenavn, der er den engelske form af Jakob. Navnet bruges i mindre omfang på dansk, idet omkring 700 danskere bærer navnet ifølge Danmarks Statistik. Se også formen Jimmy.
Navnet anvendes også som efternavn.

## Kendte personer med navnet

### Fornavn
Bemærk, at ved kongenavne bruges Jakob, også om britiske konger.
- James Blunt, britisk sanger.
- James Brown, amerikansk sanger.
- James Caan, amerikansk skuespiller.
- James Cook, engelsk opdagelsesrejsende.
- James Fenimore Cooper, amerikansk forfatter.
- James Dean, amerikansk skuespiller.
- James A. Garfield, amerikansk præsident.
- James Hetfield, amerikansk musiker.
- James Earl Jones, amerikansk skuespiller.
- James Joyce, irsk forfatter.
- James Last, tysk orkesterleder.
- James Madison, amerikansk præsident.
- James Clerk Maxwell, skotsk fysiker.
- James Monroe, amerikansk præsident.
- James Rasmussen, dansk musiker.
- James Stewart, amerikansk skuespiller.
- James Watt, skotsk opfinder.

### Efternavn
- Harry James, amerikansk orkesterleder
- Henry James, amerikanskfødt britisk forfatter
- P.D. James, engelsk forfatter
- William James, amerikansk filosof og psykolog

## Navnet anvendt i fiktion
- James Bond er hovedperson i en række agentromaner af Ian Fleming, der også er filmatiseret.
- James Potter er far til Harry Potter i romanserien af J.K. Rowling.
- James er en vampyr i Twilight-sagaen.
- James er en figur i Pokémon, som en del af trioen Team Rocket.